# Maratovo náměstí
Maratovo náměstí, náměstí Maratovo, náměstí J. Marata či náměstí Josefa Marata, neoficiálně Maraťák, jsou dřívější názvy dnes nepojmenovaného prostranství a křižovatky ulic Švehlova, Hostivařská, Průmyslová a Hornoměcholupská v Praze-Hostivaři, ústí sem též menší uličky a cesty Purkrabská, U potoka a Na Plískavě. Pod náměstím prochází zatrubněný Měcholupský potok, dnes po většinu roku téměř vyschlý.

## Historie a pojmenování

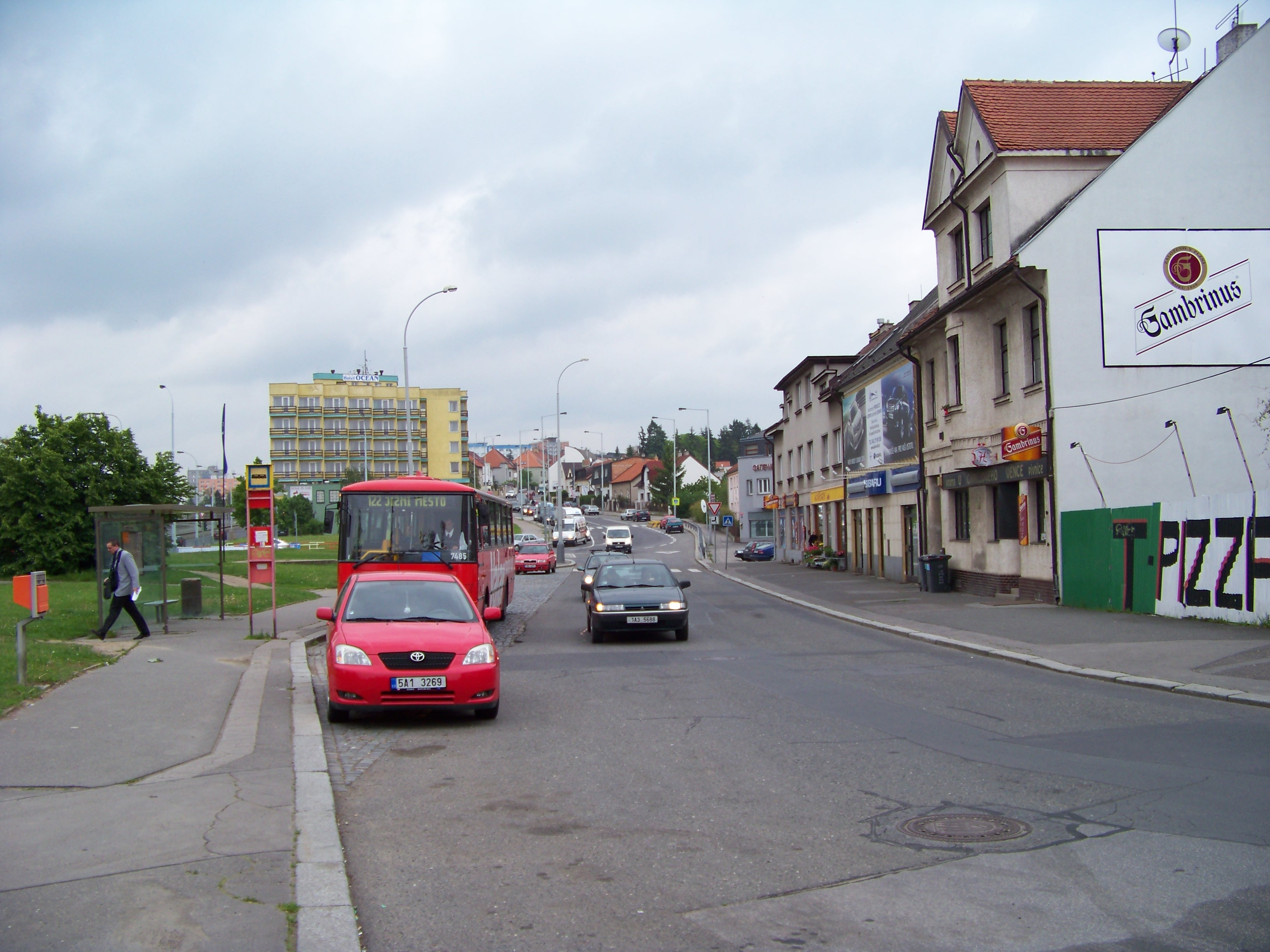
Severní strana náměstí. Ačkoliv tato komunikace od roku 1960 byla součástí náměstí J. Marata a od roku 1991 patří k Hostivařské ulici, orientační čísla trojice domů po pravé straně patří stále ještě k Hornoměcholupské ulici, k níž tento úsek původně patřil

Historický lidový název prostranství je Na brejchovně či Brejchovna. Brejchovna bylo původně staré nevelké stavení zhruba v místech dnešní autobusové zastávky směrem k Hostivařskému náměstí, v místě tehdejšího větvení silnic z Hostivaře do Štěrbohol a do Horních Měcholup. V Brejchovně bydlelo několik rodin a snad zde kdysi býval zájezdní hostinec. Nedaleko Brejchovny byl brod přes Měcholupský potok, jimž jezdily hostivařské koňské potahy do luk a polí. Při potoku o něco níže bývalo Korandovo zahradnictví, to je dosud funkční. V oblasti počátku dnešní Průmyslové ulice bývaly louky a cesta lemovaná mohutnými topoly. V blízkosti Brejchovny bývaly zbytky hráze, která zadržovala vodu z luk. U Brejchovny býval mostek přes potok. Po lijavci 5. června 1926, kdy za 19 hodin napršelo 79 mm vody, se rozvodnil zejména Měcholupský potok a zatopil Brejchovnu i zahradnictví.

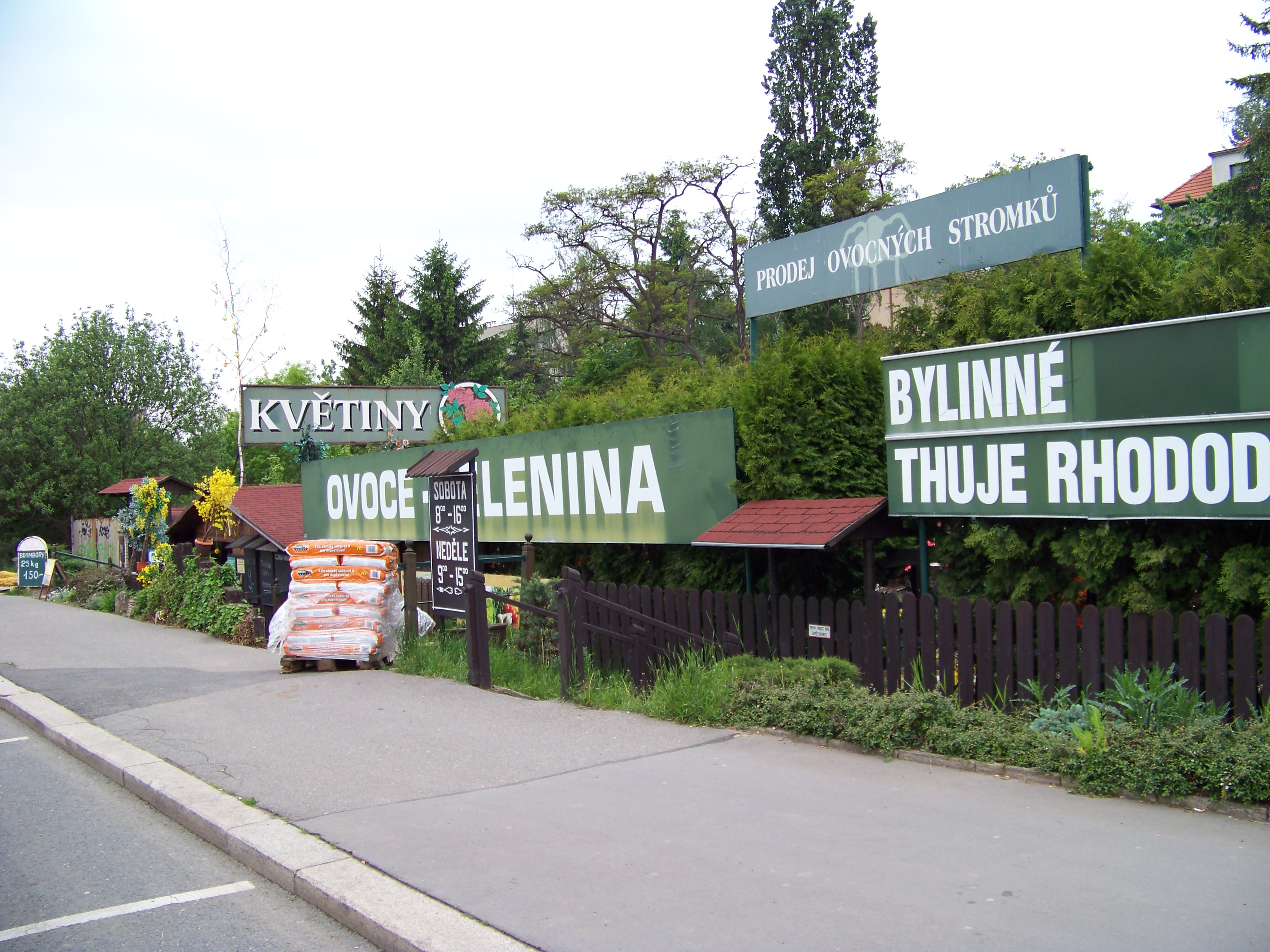
Bývalé zahradnictví mezi Švehlovou ulicí a Měcholupským potokem bylo svědkem původní historie místa

Dnešní Hostivařská ulice, která je dnes rozdělená parčíkem a Švehlovou ulicí na dvě větve, nesla v letech 1927–1940 a 1945–1947 název Husova, v letech 1940–1945 Pod akáty (byla lemovaná akáty), od roku 1947 Hostivařská. Na ni navazovala okresní silnice hostivařsko-štěrboholská. Ještě v roce 1953 v trase dnešní Švehlovy ulice žádná silnice nevedla, od Prahy se do Hostivaře jezdilo zejména záběhlicko-hostivařskou silnicí (dnešní Práčská) a dnešní ulicí Pražskou na Hostivařské náměstí a z něj pak vedla silnice kolem Brejchovny do Štěrbohol, od Strašnic vedla souběžně s dnešní Švehlovou ulicí cesta v trase dnešní ulice Strašnické, její pokračování od Groše k Brejchovně již zaniklo a bylo zastavěno. Komarovova ulice od Zahradního Města byla budována spolu s tramvajovou tratí roku 1953, pojmenovaná od roku 1962, v roce 1991 byla přejmenována na Švehlovu. Výpravní budova hostivařského nádraží byla až do roku 1905 v oblasti dnešní křižovatky U milionu, tedy při štěrboholské silnici.
Roku 1960 bylo prostranství oficiálně pojmenované jako náměstí Maratovo. Ačkoliv nebylo nikdy oficiálně přejmenováno, název se vžil zejména v podobě užívané v názvu tramvajové konečné a později nácestné zastávky, nám. J. Marata, na jedné ze starších tabulí bylo označeno jako náměstí Jos. Marata. Josef Marat (1876–1958) byl zakládající člen KSČ, samosprávný pracovník a průkopník dělnického hnutí v Hostivaři. Protože byl a je velmi málo známý (ani žádné jiné prostranství po něm pojmenováno nebylo) a název náměstí se používal takřka výhradně se zkratkou, lidová tradice nazývala Maraťák též jako náměstí Jiřího Marata (neexistujícího) nebo náměstí Jana Marata nebo označení přisuzovala mnohem známějšímu Jeanu-Paulu Maratovi, po němž se v České republice žádná ulice ani náměstí nejmenují.
Roku 1991, při hromadném přejmenovávání ulic, náměstí a zastávek v Praze a odstraňování názvů spojených s komunistickým režimem, byl název náměstí v podobě „náměstí J. Marata“ bez náhrady zrušen s odůvodněním, že prostranství nemá charakter náměstí (podobné rozhodnutí se tehdy týkalo i například vysočanského náměstí Lidových milicí, které ale později získalo nový název jako náměstí, nebo náměstí Družby v Dejvicích a několika míst na Jižním Městě). Protože místo nyní nemá oficiální název, označení „Maraťák“ či „náměstí Marata“ se neoficiálně používá i nadále, Maraťák se jmenuje i jeden z barů na náměstí, v místě někdejší cukrárny. Tramvajové a autobusové zastávky na náměstí dostaly v roce 1991 název Hostivařská.

## Doprava

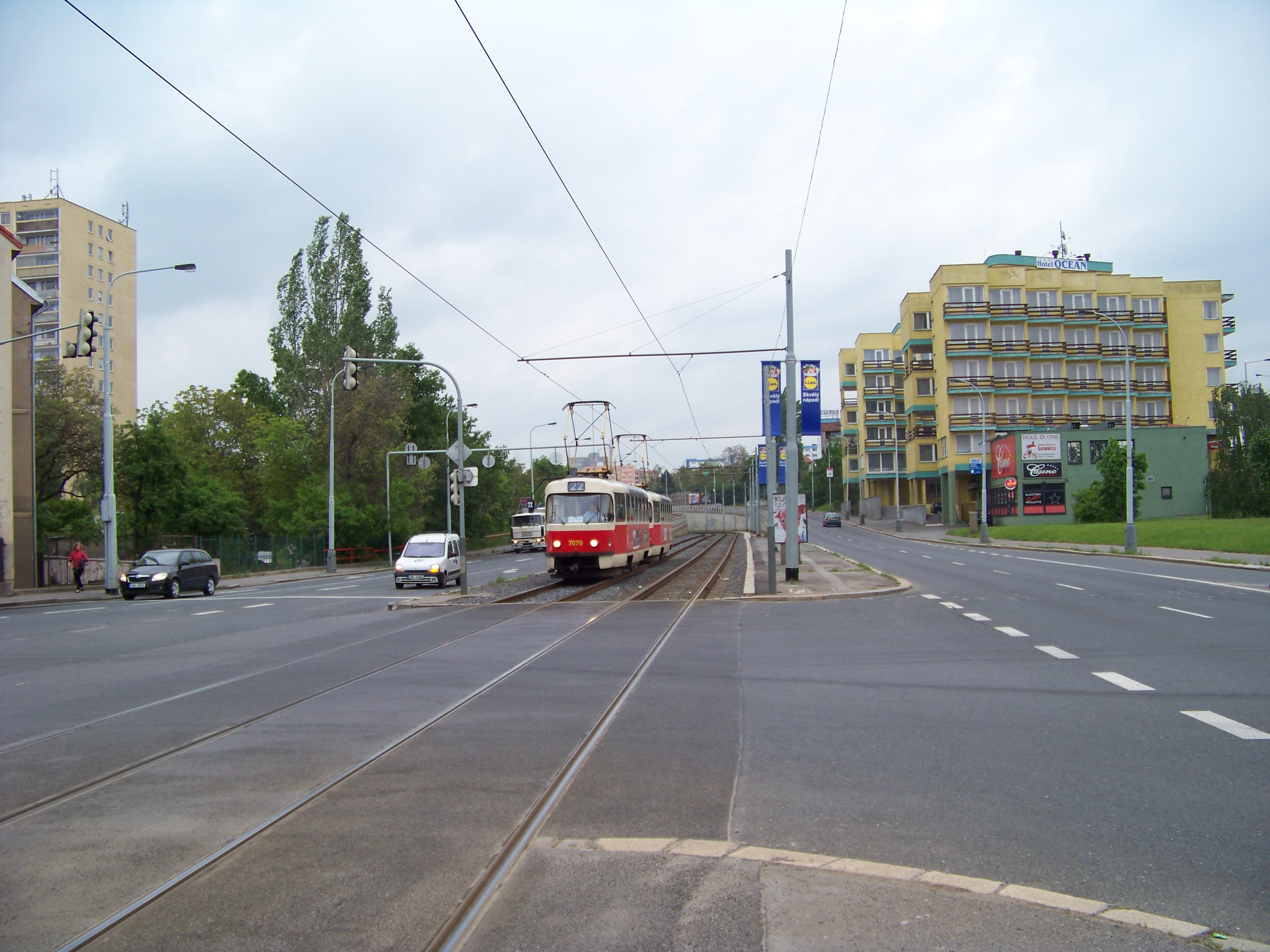
Tramvajová trať k Nádraží Hostivař středem Průmyslové ulice. Smyčka bývala v prostoru vpravo před dnešním hotelem Ocean.

Začátkem 20. století byla jedinou, avšak kvalitní veřejnou dopravou do Hostivaře Dráha císaře Františka Josefa, jejíž nádraží bylo od roku 1871 do roku 1905 asi 300 metrů od Brejchovny směrem ke Štěrboholům.
V neděli 14. září 1930 byla na Hostivařské náměstí prodloužena od centra Prahy, Vršovic a Záběhlic autobusová linka A (od roku 1951 č. 101), jezdící ve dvacetiminutovém intervalu; roku 1931 byla prodloužena kolem Brejchovny k nádraží Hostivař (k Milionu), roku 1946 pak byla zavedena linka M (od roku 1951 č. 118) ze Zahradního Města Strašnickou ulicí kolem Brejchovny do stanice U továren. Od 3. ledna 1954, současně se zavedením tramvaje do Hostivaře, byla zavedena „tovární linka“ 122 z Chodova kolem Brejchovny a přes závory ke Kablu, jezdilo na ní jen několik spojů v době začátků a konců směn. Zastávka u Brejchovny nesla název Měcholupská silnice.
První úvahy o prodloužení tramvajové trati od Zahradního Města do Hostivaře se objevily již v roce 1940, ale válečná situace neumožnila realizaci. Rada Ústředního národního výboru záměr schválila v roce 1948, stavební povolení bylo vydáno 26. září 1951 a na místo pozdějšího Maratova náměstí tak byla tramvaj prodloužena až 3. ledna 1954. Tramvajová smyčka byla jednosměrná o délce 251 metrů s předjízdnou kolejí o délce 136 metrů, ve směru příjezdu byla situovaná vpravo od tratě. Kvůli nedokončené měnírně Hostivař do tohoto úseku zpočátku nebyla prodloužena linka 4, provozovaná moderními vozy T1, ale ze Zahradního Města sem v desetiminutovém intervalu pendlovala speciální krátká linka č. 24 se dvěma starými obousměrnými vozy až do 24. července 1955, kdy do Hostivaře byly prodlouženy vybrané spoje linky 4. Roku 1964 přibyla linka 10. V roce 1967 byla trať rekonstruována a dosud otevřený svršek byl nahrazen svrškem se živičným krytem. Roku 1966 byla do Hostivaře zavedena rychlíková autobusová linka 136 z Kobylis přes Florenc, roku 1973 byla prodloužena do sídliště Hornoměcholupská, později v letech po roce 1989 byla trasa doplněna novou linkou 177. Roku 1968 Dopravní podnik zavedl linku 154 ze Spořilova přes Chodov a Petrovice do Hostivaře, která nahradila stávající linku ČSAD.
V šedesátých letech začal být plánován průmyslový polookruh, který by na náměstí J. Marata navázal na Komarovovu (dnešní Švehlovu) ulici; v rámci studií se také několikrát uvažovalo o prodloužení hostivařské tramvajové trati buď k trati v Černokostelecké ulici nebo přes sídliště Hornoměcholupská. V první polovině 70. let začala u Maratova náměstí výstavba polookruhu, byl přeložen a zaklenut Měcholupský potok, a byly vybudovány podjezdy pod železniční tratí, jimiž byl nahrazen úrovňový přejezd U miliónu; 17. července 1976 byly do nové trasy přeloženy autobusové linky 122, 187 a 204. Tento úsek polookruhu nesl do roku 1985 název Podjezdová. Na náměstí Marata však novému dopravnímu směru stála v cestě tramvajová smyčka, kterou tak automobily a autobusy z Komarovovy do Podjezdové ulice musely ostrými zatáčkami objíždět přes odbočení do Hornoměcholupské ulice. Ač roku 1975 byl prezentován i návrh na zrušení tramvajové tratě do Hostivaře, neuspěl a při výstavbě polookruhu byl vybudován i podúrovňový koridor obehnaný masivními betonovými zdmi pro prodloužení tramvajové tratě do nové smyčky pod nádražím a pod budovanými vysokoškolskými kolejemi Vltava a sídlištěm Hornoměcholupská, včetně mimoúrovňového křížení trati s jižním jízdním pásem nové komunikace. 7. září 1982 byla stará smyčka zrušena a následně nahrazena přímou tratí z panelů BKV, která dosavadní trať spojila s novým úsekem do smyčky Nádraží Hostivař, a 4. října 1982 byl provoz obnoven v prodloužené trase (někde se uvádí rok 1984); tím se přesunul i hlavní hostivařský přestupní uzel. V první polovině roku 1987 byla panelizována trať od Zahradního Města. Počátkem 80. let sem v pravidelném vedení jezdila denní linka 10 a denní i noční linka 22 (noční roku 1985 nahrazená linkou 57); v letech 1987–1990 navíc špičková napájecí linka 14; 5. června 1990 zanikla linka 14 a 23. listopadu 1990 byla linka 10 nahrazena linkou 26. Na bývalém náměstí Marata byly tramvaje dočasně (na dočasně zabudovaném kolejovém přejezdu) ukončeny ještě po dobu dvouměsíční opravy zárubních zdí na jaře 1999. Od konce 80. let až do prosince 1997, v závislosti na etapách výstavby Jižní spojky, byl přes náměstí Marata Švehlovou a Průmyslovou ulicí veden střední městský okruh.
Náměstí Marata bylo od roku 1966 až do roku 1981 (podle některých zdrojů 1992) konečnou zastávkou speciální rekreační autobusové linky k hostivařské přehradě, napuštěné roku 1964 (účelová linka z náměstí Míru nesla původně číslo 226, zřejmě mylně je uváděno též 224) Roku 1970 byly v rámci unifikace značení pražských účelových linek obě linky označeny písmeny, 9. května 1974 byly účelové linky přečíslovány na čísla z řady 50. v roce 1978 existovala již jen linka z náměstí J. Marata, která nesla číslo 56, roku 1981 byla zrušena.